# Adrien-Marie Legendre
Adrien-Marie Legendre   (París, 18 de setembre de 1752 - París, 9 de gener de 1833) fou un matemàtic francès conegut, sobretot, pels seus treballs sobre integrals el·líptiques i sobre teoria de nombres.

## Vida
Legendre era de caràcter summament reservat, per això es coneixen pocs detalls de la seva vida. Com va dir Poisson després de la seva mort:
| «                                                                               | El nostre col·lega havia expressat sovint el desig que, en parlar d'ell, només es parlés de les seves obres, que són, de fet, la seva vida sencera. | » |
| — Siméon Denis Poisson, Discours prononcé aux funérailles de M. Legendre (1833) | |   |

Tant és així, que no es coneix amb total certesa el seu lloc de naixement que alguns autors dubten en situar a París o a Tolosa de Llenguadoc, i d'altres el situen directament en aquesta ciutat. Tot i així, tots coincideixen a afirmar que va viure a París des de molt menut. Fill d'una família ben situada econòmicament, va rebre una bona educació al Collège des Quatre Nations (conegut popularment com a Collège Mazarin) i sempre va viure de les rendes familiars.
El 1770, amb divuit anys, va defensar les seves tesis de matemàtiques i de física al Collège Mazarin i, a partir de llavors, es va dedicar a la investigació. Entre 1775 i 1780 va ser també professor de matemàtiques a l'Escola Militar de París, juntament amb Laplace.
El 1782 va obtenir el premi de l'Acadèmia de Berlin amb un treball sobre la trajectòria dels projectils, treball que va atraure l'atenció de Lagrange, qui es va interessar pel jove matemàtic en una carta dirigida a Laplace.
El 1783 va ser nomenat adjunt de la Reial Acadèmia de Ciències de Paris, de la qual va ser successivament membre associat (1785), membre de l'equip de mesura de la Terra (1787) i membre del Comitè de pesos i mesures (1791).
El 1793 es va casar amb Marguerite Couhin, que el va ajudar a superar la pèrdua del seu patrimoni familiar a causa de la Revolució Francesa. Com ell mateix va escriure anys més tard a Jacobi:
| «                                       | Em vaig casar després d'una sanguinària revolució que va destruir el meu modest patrimoni; vaig tenir grans problemes i vaig patir moments de gran dificultat. Però la meva dona em va ajudar incondicionalment a posar mica en mica en ordre tots els meus afers i em va proporcionar la tranquil·litat necessària per al meu treball habitual i per escriure noves obres que van augmentar de forma sostinguda la meva reputació. | » |
| — Adrien Marie Legendre, Carta a Jacobi | |   |

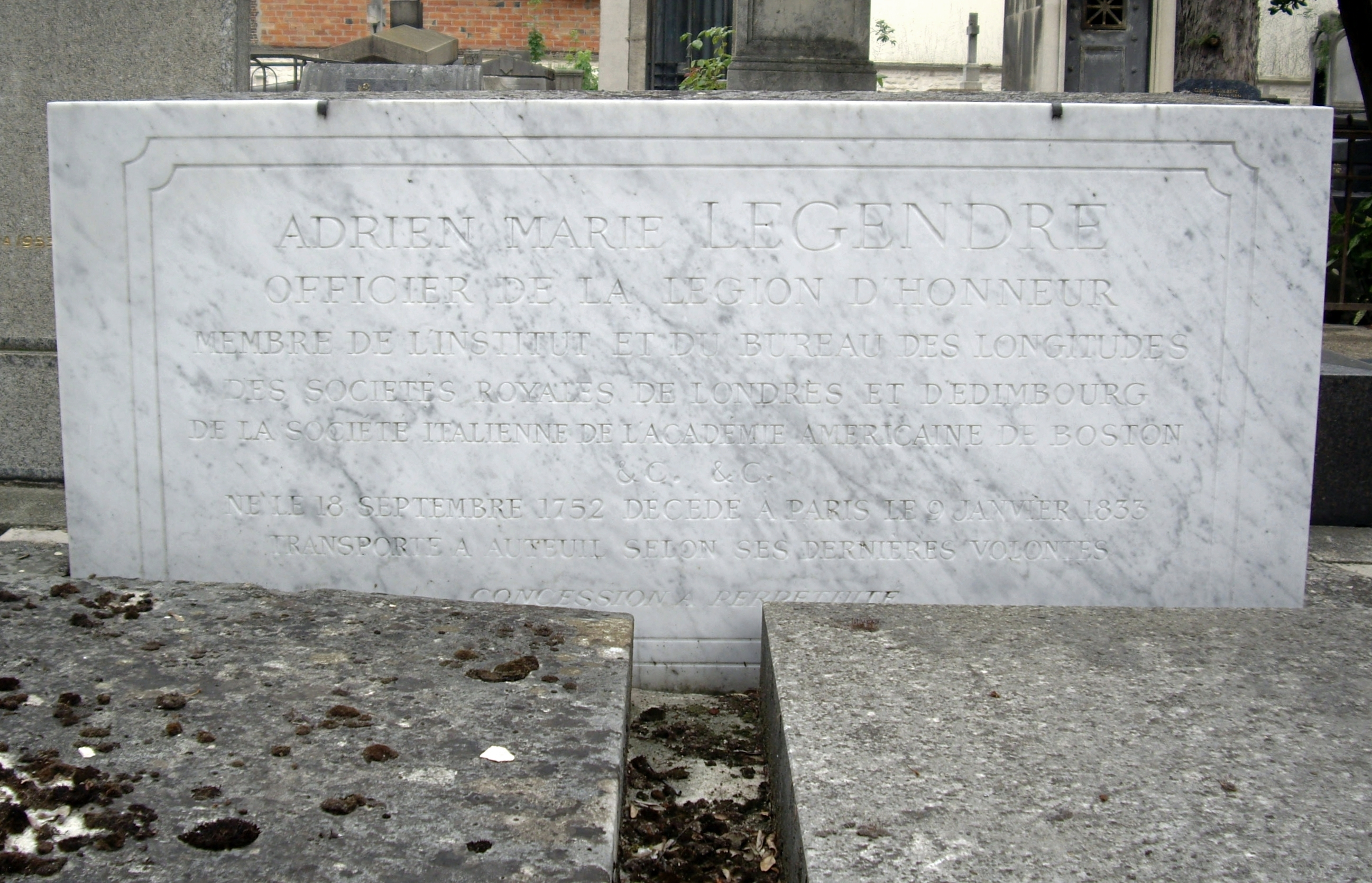
Tomba de Legendre al Cementiri d'Auteil (París).

A partir de 1792, juntament amb de Prony i Carnot, va liderar un nombrós equip per obtenir taules de logaritmes i trigonomètriques molt acurades. La tasca es va acabar el 1801.
El 1795, en reobrir-se l'Acadèmia de Ciències (tancada per la Revolució), en va tornar a ser membre; però el 1824, en negar-se a votar pel candidat governamental a l'Acadèmia, li va ser retirada la pensió i va acabar morint a Auteil (avui París) en la pobresa, víctima d'una dolorosa malaltia. La seva dona, morta el 1856, va fer un culte ingenu i religiós a la seva memòria, traslladant-se a viure a Auteil i conservant tot allò que li havia pertangut. No van tenir fills.

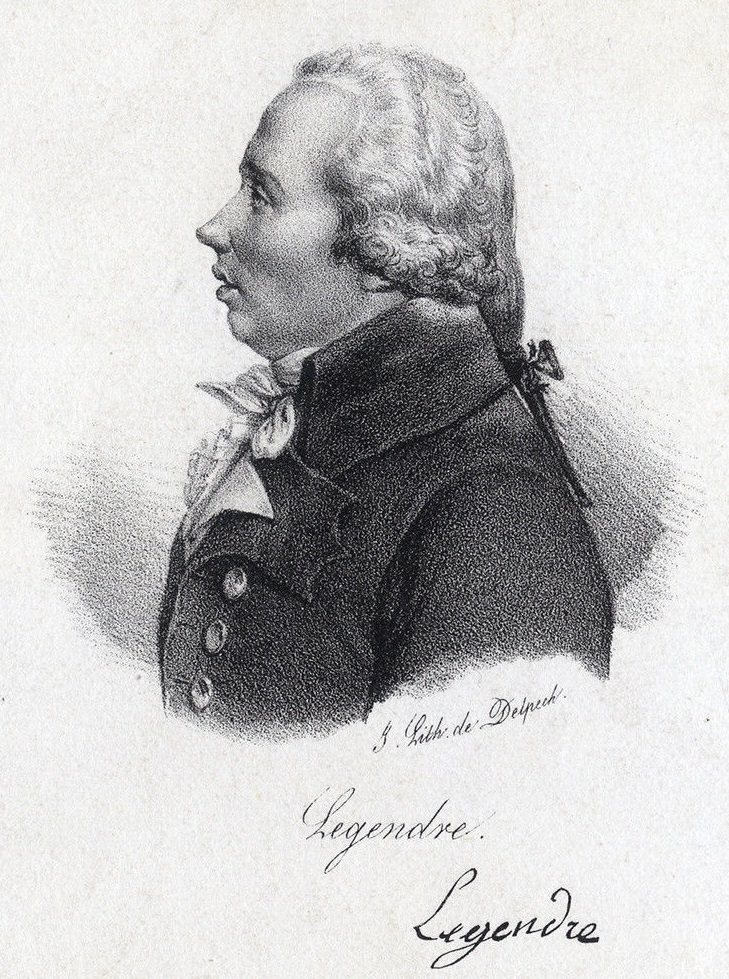
Retrat de Louis Legendre, reiteradament confós amb Adrien Marie Legendre.

### El retrat de Legendre
Una altra mostra del caràcter retret de Legendre és la confusió que s'ha mantingut durant més de cent anys sobre el seu retrat. El retrat de Legendre que es pot trobar en infinitat de llibres (també de recent publicació) és el que es mostra al costat esquerre. Però aquest retrat no té res a veure amb Adrien-Marie Legendre: es tracta del polític montagnard Louis Legendre (1752-1797), company de Danton i Robespierre en el partit més radical de la Revolució Francesa, el qual ni tan sols era familiar de Legendre, malgrat la identitat de cognom.

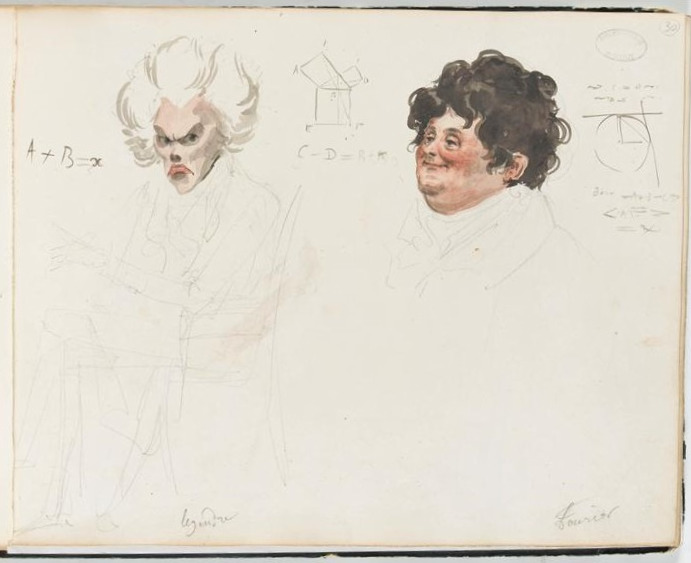
Caricatures de Legendre (esquerra) i Fourier (dreta).

Va ser l'any 2005, quan dos estudiants de la universitat d'Estrasburg es van adonar que el mateix retrat era atribuït a dues persones diferents i, poc temps després, es confirmava que el retrat no era del matemàtic, sinó del polític. Va ser aleshores quan es va iniciar una cerca per trobar un retrat autèntic d'Adrien-Marie Legendre. L'any 2008 es va trobar casualment a la Biblioteca de l'Institut de França una col·lecció de setanta-tres caricatures de membres de la institució, feta per Julien-Léopold Boilly entorn de 1820, que en una de les seves làmines, inclou les caricatures de Legendre i de Fourier, i que només té les cares acabades, ja que els seus cossos només estan dibuixats a llapis. Aquesta és l'única imatge coneguda de Legendre. El quadern de caricatures havia estat en mans privades fins que Daniel Wildenstein, membre de l'Institut de França, el va adquirir en una subhasta el 1999 i, posteriorment, el 2001, en va fer donació a l'Acadèmia de Belles Arts.

## Obra
Els camps en els que, principalment, va treballar Legendre van ser la teoria de nombres, les funcions i integrals el·líptiques i la geometria elemental.

### Teoria de nombres
El 1785 va publicar una memòria amb el títol de Recherches d'analyse indéterminée. El més original d'aquesta obra és la seva aportació a la llei de reciprocitat quadràtica, en establir els següents vuit teoremes, tot i que no pot demostrar-los completament:
| Teorema | Si                                                | aleshores                                         |
| ------- | ------------------------------------------------- | ------------------------------------------------- |
| I       | {\displaystyle b^{(a-1)/2}\equiv +1{\pmod {a}}\;} | {\displaystyle a^{(b-1)/2}\equiv +1{\pmod {b}}\;} |
| II      | {\displaystyle a^{(b-1)/2}\equiv -1{\pmod {b}}\;} | {\displaystyle b^{(a-1)/2}\equiv -1{\pmod {a}}\;} |
| III     | {\displaystyle a^{(A-1)/2}\equiv +1{\pmod {A}}\;} | {\displaystyle A^{(a-1)/2}\equiv +1{\pmod {a}}\;} |
| IV      | {\displaystyle a^{(A-1)/2}\equiv -1{\pmod {A}}\;} | {\displaystyle A^{(a-1)/2}\equiv -1{\pmod {a}}\;} |
| V       | {\displaystyle a^{(b-1)/2}\equiv +1{\pmod {b}}\;} | {\displaystyle b^{(a-1)/2}\equiv +1{\pmod {a}}\;} |
| VI      | {\displaystyle b^{(a-1)/2}\equiv -1{\pmod {a}}\;} | {\displaystyle a^{(b-1)/2}\equiv -1{\pmod {b}}\;} |
| VII     | {\displaystyle b^{(B-1)/2}\equiv +1{\pmod {B}}\;} | {\displaystyle B^{(b-1)/2}\equiv -1{\pmod {b}}\;} |
| VIII    | {\displaystyle b^{(B-1)/2}\equiv -1{\pmod {B}}\;} | {\displaystyle B^{(b-1)/2}\equiv +1{\pmod {b}}\;} |

Legendre va publicar el seu gran tractat sobre el tema el 1798 amb el títol de Essai sur la théorie des nombres (3 volums) i en ell introdueix la paraula reciprocitat i l'encara avui utilitzat símbol de Legendre. Però gairebé al mateix temps apareixeria el Disquisitiones arithmeticae (1801) de Gauss, que tindria molta més influència en el desenvolupament posterior de la disciplina que el de Legendre.
També va fer notables treballs sobre els nombres primers, establint, per exemple, la conjectura de Legendre que encara no ha estat demostrada i que Edmund Landau va incorporar a la seva llista de problemes inabordables; o treballant amb la funció de recompte de nombres primers.
El 1830 va fer una demostració de l'últim teorema de Fermat per a {\displaystyle n=5}.

### Funcions i integrals el·líptiques
L'any 1786, Legendre va publicar dues memòries sobre la integració per arcs d'el·lipsi. I va continuar treballant sobre el tema de les funcions el·líptiques, com per exemple en el seu Exercices de calcul intégral (1811), que conté la majoria dels resultats importants que havia descobert en l'estudi de les integrals el·líptiques. Però la seva obra definitiva sobre el tema es va publicar els anys 1825-1826: Traité des fonctions elliptiques. Tots aquests treballs van tenir una influència decisiva en els estudis d'Abel i Jacobi.

### Geometria
A suggeriment de Condorcet, Legendre es va proposar tornar a la geometria el rigor que, segons ell, s'havia perdut en els llibres divulgatius publicats en el segle xviii. El resultat va ser els Éléments de Géométrie publicat per primera vegada el 1794 i del qual es van fer fins a dotze reedicions ampliades i modificades i que es va continuar reeditant després de la seva mort.
Un dels propòsits de Legendre era demostrar el cinquè postulat d'Euclides (el postulat de paral·lelisme). A les diverses edicions va anar proposant diferents demostracions, totes elles incorrectes, és clar, ja que avui sabem que no es pot demostrar. Fins i tot, poc abans de morir, quan va llegir el text de Bolyai (1832) en què es demostrava que pot existir una geometria consistent negant el postulat, va afirmar:
| «                                                | No obstant això, és cert que el teorema sobre la suma dels angles d'un triangle podria ser considerat com una d'aquelles veritats que són impossibles de determinar i que són un exemple dur de la certesa matemàtica. | » |
| — Adrien-Marie Legendre, citat per Carlos Dorce. | |   |

### Altres obres
Legendre va ser força prolífic i, a part dels tres temes principals citats, també va escriure sobre integració d'equacions diferencials (la coneguda transformada de Legendre), sobre equacions en derivades parcials, sobre la forma de distingir els màxims i els mínims en el càlcul de variacions (les conegudes condicions de Legendre), sobre trigonometria i triangles esfèrics...
Potser la seva aportació més original sigui el mètode dels mínims quadrats; encara que potser Gauss ja l'havia fet servir amb anterioritat, és indubtable que la primera publicació del mètode es deu a Legendre, qui el 1805 va escriure un annex amb el títol de Nouvelles Méthodes pour la Détermination des Orbites des Comètes, en el que exposa el seu sistema per resoldre un sistema d'equacions lineals sobredeterminat.